# Dziobem i pazurem
Dziobem i pazurem – polski film przyrodniczy z 2002 roku, pierwszy projekt autorski Krystiana Matyska.
Krystian Matysek był autorem scenariusza, reżyserem, autorem zdjęć i współproducentem Dziobem i pazurem. Realizacja filmu trwała ponad trzy lata. Składa się on z nakręconych w północno-wschodniej Polsce, sekwencji z życia ptaków zmontowanych w sposób przypominający fabułę. Film został całkowicie pozbawiony komentarza słownego, ale wersja wydana na DVD wśród materiałów dodatkowych zawiera komentarze Adama Wajraka dotyczące poszczególnych ptaków występujących w filmie. Dziobem i pazurem było prezentowane i nagradzane na kilkunastu polskich i międzynarodowych festiwalach filmów przyrodniczych.
Fragmenty Dziobem i pazurem zostały wykorzystane w filmie Stara baśń. Kiedy słońce było bogiem w reżyserii Jerzego Hoffmana.

## Lista scen
- Terytorium bielika
- Kruki padlinożercy
- Walka jastrzębia z myszołowem o padłego żubra
- Wydra, pluszcz i nur czarnoszyi
- Polowanie orła przedniego na jenota
- Walki żurawi
- Atak bielików na kolonię kormoranów
- Toki cietrzewi
- Obrazy wiosny
- Sowa włochatka w dziupli
- Kucie dziupli przez sikorę czarnogłówkę i dzięcioła dużego
- Sóweczka – postrach puszczy
- Karmienie młodych przed burzą
- Żywioł burzy
- Tłok przy leśnej kałuży
- Młode drozdy
- Rodzina puchaczy
- Zmagania bielika z karpiem
- Obrazy jesieni

## Nagrody
- Nagroda Jury na Międzynarodowym Festiwalu Filmów Ornitologicznych w Menigoute
- Grand Prix 9. Międzynarodowego Festiwalu Filmów Przyrodniczych w Banskiej Bystrzycy na Słowacji
- Grand Prix X Międzynarodowego Festiwalu Filmów Przyrodniczych im. Włodzimierza Puchalskiego w Łodzi
- Grand Prix 29. Międzynarodowego Festiwalu Filmów Przyrodniczych EkoFilm 2003 w Pradze
- Nagroda za Artystyczne Dokonanie na Międzynarodowym Festiwalu Filmów Przyrodniczych Green Vision w St. Petersburgu
- Kryształowy Liść – nagroda z najlepszy film na 10. Europejskim Festiwalu Filmów Przyrodniczych Valvert w Brukseli
- Wielki Żuraw na III Międzynarodowym Festiwalu Filmów Przyrodniczych imienia Braci Wagów w Goniądzu nad Biebrzą